# Spar- und Kreditbank Bühlertal
Die Spar- und Kreditbank Bühlertal eG ist eine Genossenschaftsbank mit Sitz in der baden-württembergischen Gemeinde Bühlertal im Landkreis Rastatt.

## Geschichte
Die Spar- und Kreditbank Bühlertal eG wurde am 21. August 1890 gegründet und hat sich bis heute ihre Eigenständigkeit bewahrt.

## Rechtsverhältnisse
Die Spar- und Kreditbank Bühlertal eG ist im Genossenschaftsregister beim Amtsgericht Mannheim unter GnR 210030 eingetragen.

## Organisationsstruktur
Rechtsgrundlagen sind das Genossenschaftsgesetz und die durch die Generalversammlung beschlossene Satzung. Organe der Bank sind der Vorstand, der Aufsichtsrat und die Generalversammlung.

## Sicherungseinrichtung
Die Spar- und Kreditbank Bühlertal eG ist der amtlich anerkannten Sicherungseinrichtung des Bundesverbandes der Deutschen Volksbanken und Raiffeisenbanken GmbH und der zusätzlichen freiwilligen Sicherungseinrichtung des Bundesverbandes der Deutschen Volksbanken und Raiffeisenbanken e.V. angeschlossen.

## Geschäftsausrichtung
Die Spar- und Kreditbank Bühlertal eG betreibt das Universalbankgeschäft. Im Verbundgeschäft arbeitet sie mit der DZ Bank, R+V Versicherung, Bausparkasse Schwäbisch Hall, Teambank, VR Leasing,  DZ Hyp und der Union Investment zusammen.

## Geschäftsgebiet
Das Geschäftsgebiet liegt im Süden des Landkreises Rastatt.
Neben der Geschäftsstelle am Hauptsitz der Bank wird nur noch eine Geschäftsstelle ebenfalls in Bühlertal betrieben.